# Brian Smith
Brian Smith (Buenos Aires, Argentina; 22 de abril de 1975) es un piloto argentino de automovilismo, reconocido a nivel nacional por su desempeño en la categoría Top Race V6. Participó también en las categorías nacionales Fórmula Renault Argentina, de la cual se consagró campeón en el año 1995, y en el Turismo Carretera donde se caracterizó por ser defensor de la marca Ford.
Incursionó también a nivel internacional, compitiendo en Inglaterra en la Fórmula 3 Británica y llegando a competir en la Fórmula 3000 Internacional (escalón previo a la Fórmula 1) y en la World Series by Nissan. De regreso en su país, compitió en el Turismo Carretera y formó parte del plantel que inauguró la categoría Top Race V6, en la cual se desempeña hasta el día de hoy. También participó en la edición 2007 de los 200 km de Buenos Aires del TC 2000, compartiendo la butaca del Chevrolet Astra oficial de Christian Ledesma.
Actualmente, se desempeña con exclusividad en el Top Race V6, compitiendo en la Temporada 2010-2011 con el Ford Mondeo número 7 de la escudería Schick Racing, con el cual es un constante protagonista en cada carrera.

## Trayectoria
- 1993: Fórmula Renault Argentina (Crespi Tulia XXIV)
- 1994: Fórmula Renault Argentina (Crespi Tulia XXV)
- 1995: Campeón de Fórmula Renault Argentina (Crespi Tulia XXV)
- 1996: Fórmula 3 Británica (TOM'S F036-Toyota) - Fórmula 3 Macau GP (Tom's F036 Toyota) - Masters de Fórmula 3 (TOM'S F036-Toyota)
- 1997: Fórmula 3 Británica (Dallara F397 Mitsubishi HKS) - Masters Internacional de Fórmula 3 (Dallara F397 Mitsubishi HKS)
- 1998: Fórmula 3000 Internacional (Lola T96/50-Zytek)
- 1999: Fórmula 3000 Internacional (Lola T96/50-Zytek) - Turismo Carretera (Ford Falcon)
- 2000: Turismo Carretera (Ford Falcon)
- 2001: World Series by Nissan (Coloni CN1-Nissan 2L)
- 2005: Turismo Carretera (Ford Falcon) - TRV6 (Renault Laguna)
- 2006: Turismo Carretera (Ford Falcon) - TRV6 (Renault Laguna)
- 2007: TRV6 (Alfa Romeo 156 - Renault Laguna) - 200 km de Buenos Aires (Chevrolet Astra)
- 2008: TRV6 (Peugeot 407)
- 2009: TRV6 (Ford Mondeo II)
- 2010: TRV6 (Ford Mondeo III)

## Resultados

### Fórmula 3000 Internacional
(Clave) (negrita indica pole position) (cursiva indica vuelta rápida)

| Año      | Escudería         | 1      | 2       | 3       | 4       | 5      | 6     | 7   | 8   | 9   | 10  | 11  | 12  | Pos. | Puntos |
| -------- | ----------------- | ------ | ------- | ------- | ------- | ------ | ----- | --- | --- | --- | --- | --- | --- | ---- | ------ |
| 1998     | Nordic Racing     | OSC 10 | IMO Ret | CAT Ret | SIL 15  | MON 11 | PAU 8 | A1R | HOC | HUN | SPA | PER | NÜR | 26.º | 0      |
| 1999     | Monaco Motorsport | IMO 8  | MON Ret | CAT DNQ | MAG DNQ | SIL    | A1R   | HOC | HUN | SPA | NÜR |     |     | NC   | 0      |
| Fuentes: |                   |        |         |         |         |        |       |     |     |     |     |     |     |      |        |

### Turismo Competición 2000
| Año  | Equipo           | Auto               | 1  | 2  | 3  | 4   | 5   | 6  | 7  | 8   | 9   | 10  | 11  | 12  | 13 | 14  | Res. | Puntos |
| ---- | ---------------- | ------------------ | -- | -- | -- | --- | --- | -- | -- | --- | --- | --- | --- | --- | -- | --- | ---- | ------ |
| 2007 |                  |                    | CR | GR | BB | SMM | SJU | SP | AG | SFE | SRA | VIE | BA  | OBE | SL | PDE | -    | -      |
| 2007 | Chevrolet Elaion | Chevrolet Astra II |    |    |    |     |     |    |    |     |     |     | Ret |     |    |     | -    | -      |

## Palmarés
| Título  | Especialidad              | Marca              | Año  |
| ------- | ------------------------- | ------------------ | ---- |
| Campeón | Fórmula Renault Argentina | Tulia XXV (Crespi) | 1995 |